# Соліска
Соліска (словац. Soliská) — річка в Словаччині, права притока Попрада, протікає в окрузі Стара Любовня.
Довжина — 9.5-9.8 км. Витік знаходиться в масиві Чергівські гори (схил гори Мінчол) на висоті близько 1020 метрів. Протікає територією села Чирч.
Впадає в Попрад на висоті приблизно 475 метрів.
Притоки
- праві
  - Раковец
- ліві
  - Вовчий потік
  - Олшавец